# هوارد بي. مايرز
هوارد بي. مايرز (بالإنجليزية: Howard B. Myers)‏ هو إحصائي واقتصادي أمريكي، ولد في 13 فبراير 1901، وتوفي في 1955.